# Northern Italy Pipeline System
Das Northern Italy Pipeline System (NIPS) ist ein Pipelinesystem der NATO in Norditalien und dient dort der militärischen Treibstoffversorgung. Betrieben wird es im Auftrag der italienischen Luftwaffe von dem Unternehmen Infrastrutture e Gestioni S.p.A.

## Verbindungen und Betriebsanlagen
Das seit 1961 funktionierende NIPS verfügt über Kopfstationen in der Hafenstadt La Spezia und in Fiorenzuola d’Arda. Letztere ist mit der Eni-Raffinerie bei Sannazzaro de’ Burgondi verbunden. Die von den beiden Terminals kommenden Pipelines treffen sich in Collecchio. Von dort aus verläuft die südliche Pipeline entlang der Via Emilia bis nach San Giorgio di Cesena und zum Militärflugplatz Cervia, der bei Rimini an der Adria liegt. Die nördliche Pipeline versorgt die Militärflugplätze Ghedi, Verona, Istrana, Aviano und Rivolto. Entlang des insgesamt rund 900 Kilometer langen Pipelinesystems gibt es 19 Pumpstationen und 15 Tanklager verschiedener Art für Kerosin, Diesel und MoGas. Primäre Nutzer sind die Luftwaffe und das Heer Italiens sowie die US Air Force. Das Pipeline-Netz dient seit einiger Zeit auch privaten Unternehmen.

## Sonstiges
Die zuständige Stelle der italienischen Luftwaffe betreibt darüber hinaus größere Tanklager bei Porto Santo Stefano, Tarent, Trapani und Monte Urpinu bei Cagliari. Von diesen Lagern gehen zum Teil weitere kürzere Pipelines zu einzelnen Militärstützpunkten.